# Glomera sublaevis
Glomera sublaevis är en orkidéart som beskrevs av Johannes Jacobus Smith. Glomera sublaevis ingår i släktet Glomera och familjen orkidéer. Inga underarter finns listade i Catalogue of Life.